# Marzena Cieślik

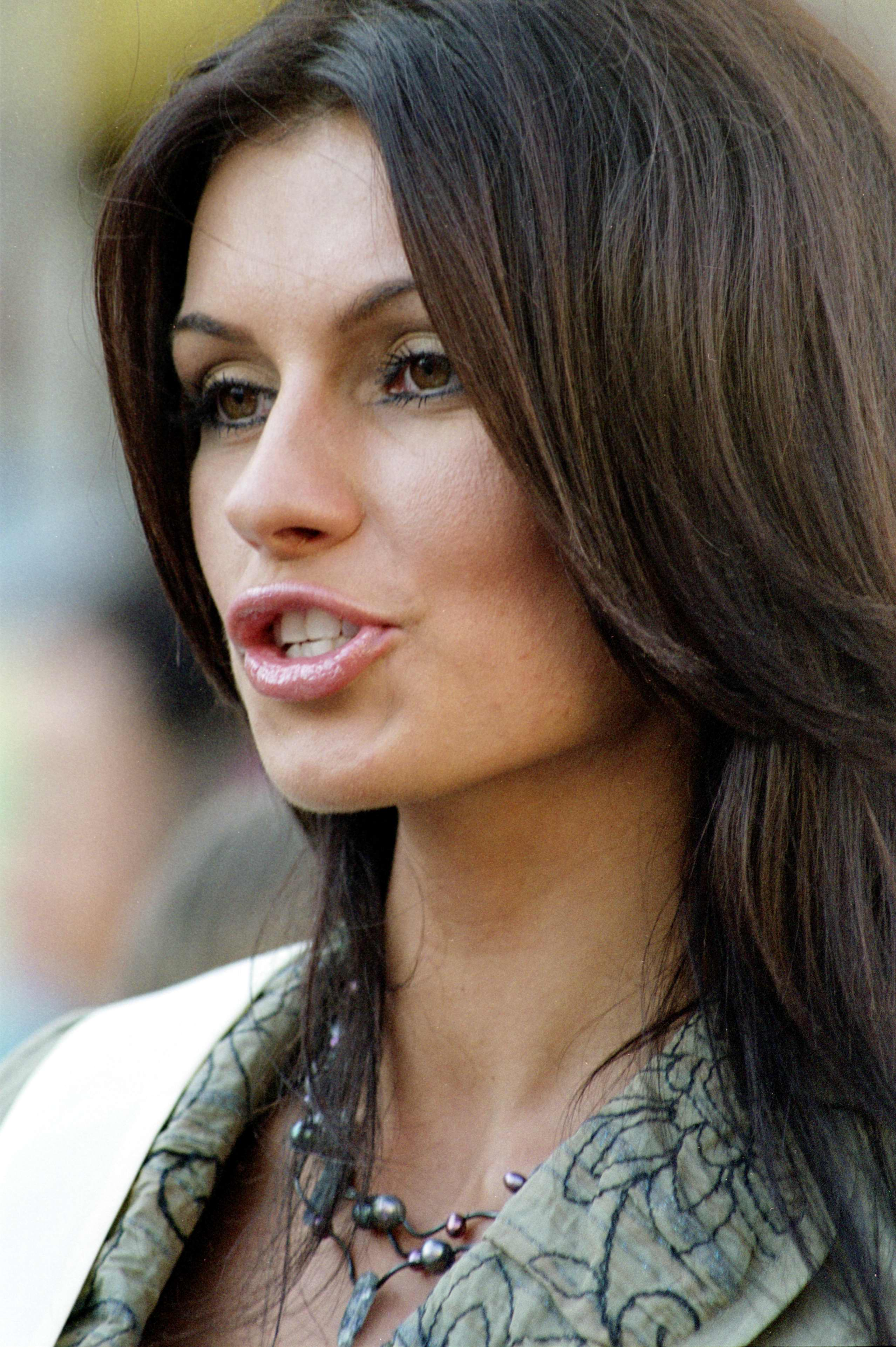
Marzena Cieślik (Sept. 2006)

Marzena Cieślik (* 21. August 1981 in Świnoujście) war Miss Polonia 2006.

## Leben
Sie besuchte Grundschule und Wirtschafts-Gymnasium in Wolin und absolvierte die Wirtschaftsfachhochschule Westpommern. Sie besitzt auch den Titel der Miss Westpommern 2006.
In der 12-köpfigen Jury zur Miss-Polonia-Wahl saßen unter anderem Telewizja-Polska-Präsident Bronisław Wildstein, Moderatorin Grażyna Torbicka, Schauspieler Jan Machulski, Schauspielerin Grażyna Szapołowska und die ehemalige Miss World Aneta Kręglicka.
Neben dem Titel der schönsten polnischen Frau erhielt sie einen SEAT Altea und eine Halskette mit Diamanten. Die Gala zur Miss Polonia 2006 fand anschließend am 19. August 2006 in der Warschauer Kongresshalle statt. Um die Krone der Schönheitskönigin hatten 20 junge Frauen gekämpft.
Die Krone überreichte ihr Miss Polonia 2005 Malwina Ratajczak, die danach Polen bei der Wahl zur Miss World 2006 am 30. September 2006 in Warschau vertrat.
Die Laufsteg-Karriere der Wollinerin ist eine der schnellsten in der Geschichte der Miss Polonia. Ersten Kontakt mit dem Bereich hatte sie weniger als sechs Monate vor dem Wettbewerb. Sie war gerade bei Einkäufen in der Stettiner Galaxy, als sie ein Mann ansprach. Er sagte, er habe sie beobachtet, wie sie sich bewege, und er meinte, sie solle ihre Stärken bei einem Casting ausprobieren. Zwei Monate später war sie Miss Westpommern 2006.
2009 zierte sie das Januar-Titelblatt des Playboy.